# Leithaprodersdorf
Leithaprodersdorf (ungerska: Lajtapordány, kroatiska:Lajtaproderštof) är en ort och kommun i Österrike. Den ligger i distriktet Eisenstadt-Umgebung i förbundslandet Burgenland, i den östra delen av landet, 30 km söder om huvudstaden Wien. Antalet invånare år 2023 är 1 217. Leithaprodersdorf ligger vid floden Leitha och på andra sidan floden ligger orten Deutsch-Brodersdorf i förbundslandet Niederösterreich.